# Charles de Condren

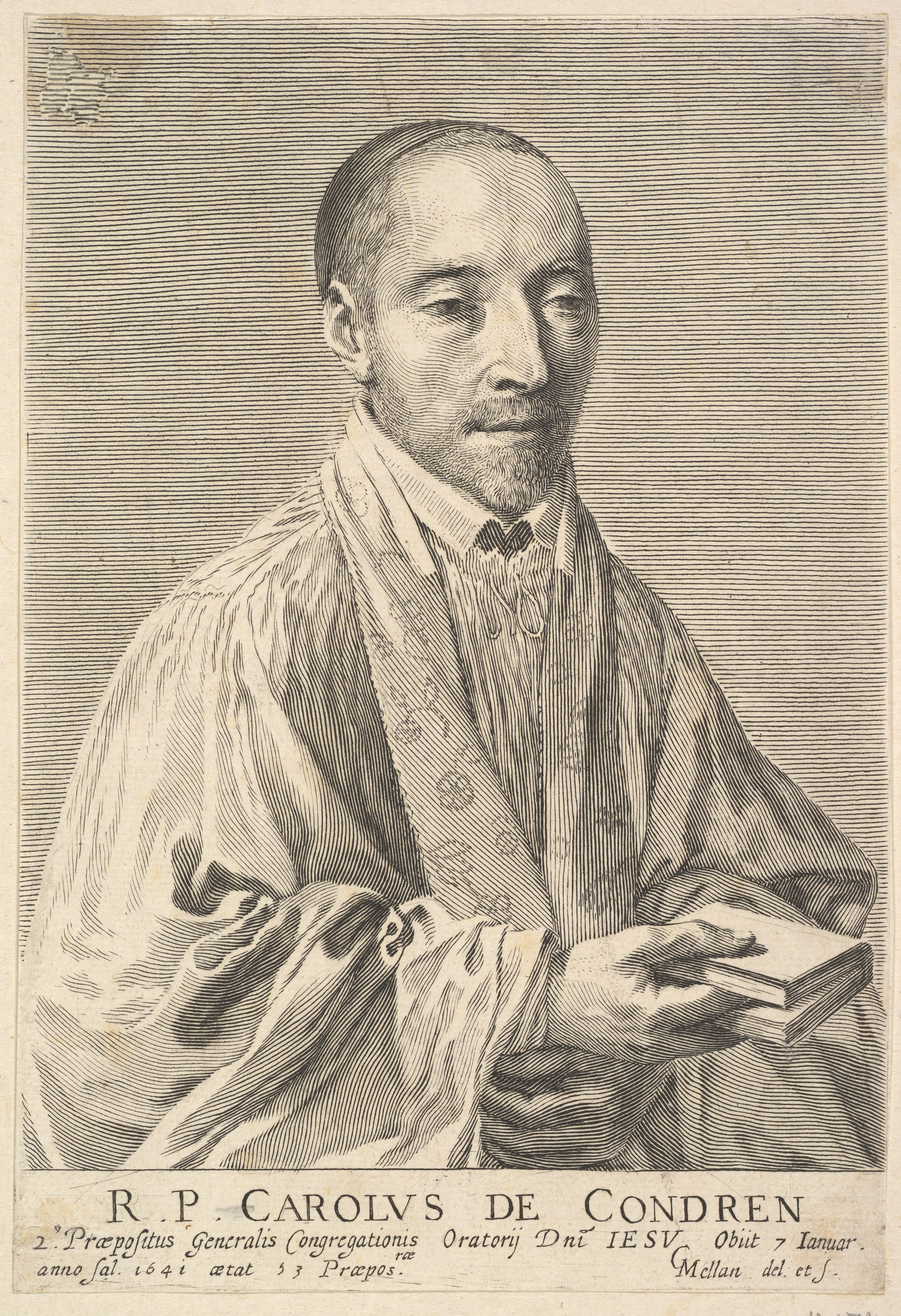
Charles de Condren

Charles de Condren (Vauxbuin, 15 dicembre 1588 – Parigi, 7 gennaio 1641) è stato un presbitero francese.

## Biografia
Fu ordinato prete nel 1614 e nel 1615 conseguì il titolo di dottore alla Sorbona; predicò nelle chiese di Saint-Nicolas du Chardonnet, di Saint-Honoré e di Saint-Médard.
Entrò ventinovenne nella  congregazione dell'Oratorio di Francia e Pierre de Bérulle gli affidò incarichi a Langres e a Poitiers; fu proposto come confessore del fratello di Luigi XIII, Gastone di Orléans.
Nel 1624 fu nominato rettore del seminario parigino di Saint-Magloire e nel 1629 succedette a de Bérulle come preposito generale della congregazione dell'Oratorio.
Partecipò alla fondazione della Compagnia del Santo Sacramento.
Morì nel 1641 e dal 1884 la sua tomba è nel collegio di Juilly.
L'oratoriano Denis Amelote ne scrisse la biografia; fu stimato da Vincenzo de' Paoli e da Jean-Jacques Olier.
I suoi scritti furono pubblicati postumi: Discours et lettres, editi per la prima volta nel 1642, e L'idée du sacerdoce et du sacrifice de Jésus-Christ.